# Wong Peng Soon

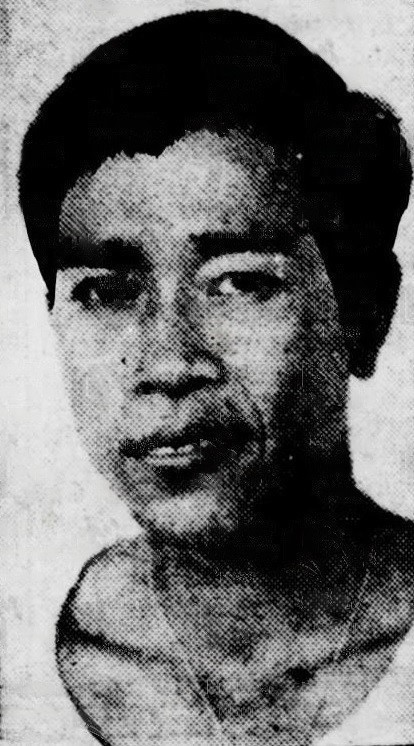
Wong Peng Soon 1947

Wong Peng Soon, MBE (chinesisch 黃秉璇, Pinyin Huáng Bǐngxuán) (* 17. Februar 1918 in Johor Bahru; † 22. Mai 1996 in Singapur) war ein Badmintonspieler aus Singapur. Wong war einer der bedeutendsten Badmintonspieler zwischen 1940 und 1960.

## Karriere
Wong Peng Soon gewann mit dem malaysischen Team die Erstauflage der Weltmeisterschaft für Männermannschaften, den Thomas Cup, in der Saison 1948/49.
Zum Finale begab er sich mit seinen sieben Mannschaftskameraden Chan Kon Leong, Law Teik Hock, Teoh Seng Khoon, Ooi Teik Hock, Yeoh Teck Chye, Lim Kee Fong, Ong Poh Lim und dem nichtspielenden Kapitän Lim Chuan Geok im Dezember 1948 auf eine 25-tägige Schiffsreise ins Vereinigte Königreich, wo die Malayen erstmals mit einem europäischen Winter konfrontiert wurden. Im Halbfinale gegen die USA besiegte Wong Peng Soon Martin Mendez in drei Sätzen. Sein zweites Einzel verlor er in einem Duell der besten Badmintonspieler der damaligen Zeit gegen Dave Freeman deutlich mit 4:15 und 1:15. Zum Finale gegen Dänemark konnte Wong Peng Soon aufgrund einer Verletzung nicht mehr antreten und wurde durch Law Teik Hock ersetzt.
1952 war Wong Peng Soon erneut Mitglied des malaysischen Thomas-Cup-Teams und steuerte zwei Einzelsiege im Finale gegen die USA zur erfolgreichen Titelverteidigung bei. Drei Jahre später war er als spielender Kapitän einmal mehr eine wichtige Stütze seiner Mannschaft beim dritten Erfolg Malaysias im Thomas Cup in Serie.
Auch als Einzelspieler war Wong Peng Soon überaus erfolgreich. 1950 gewann er als erster Asiat die All England. 1951, 1952 und 1955 war er erneut siegreich. Die Malaysia Open gewann er von 1940 bis 1953 achtmal, und auch in Dänemark war er 1950 im Herreneinzel erfolgreich.